# 앞니

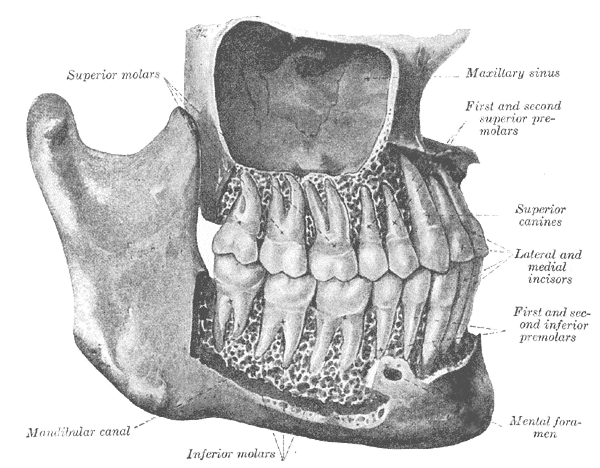

앞니는 앞쪽으로 아래위에 각각 네 개씩 나 있는 이다.
앞니는 대부분의 포유류에 존재한다. 이것들은 위의 전상악골(premaxilla)과 아래의 하악골에 있다. 인간은 총 8개(상하 각 2개씩)를 가지고 있다. 주머니쥐는 18개지만 아르마딜로는 하나도 없다.

## 기능
고양이의 경우 앞니는 작다. 고기를 물어뜯는 일은 송곳니와 육식동물로 이루어진다. 코끼리의 경우 위쪽 앞니는 구부러진 엄니로 변형된다(일각고래의 송곳니가 곧고 꼬인 엄니로 발달하는 것과는 달리). 설치류의 앞니는 평생 동안 자라며 갉아서 닳는다. 인간의 앞니는 음식 조각을 자르거나 다른 음식을 잡아주는 역할을 한다.

## 같이 보기
- 송곳니
- 뒷어금니
- 앞어금니
- 삽 모양 앞니